# SuperSanremo - 45º Festival della Canzone Italiana
SuperSanremo - 45º Festival della Canzone Italiana è un album compilation pubblicato nel febbraio 1995 dalla Mercury.

## Il disco
La raccolta è composta da 2 dischi, ciascuno dei quali contenente 14 tracce.
Dei 28 brani complessivi, sono 20 quelli che hanno partecipato alla gara del Festival di Sanremo 1995, precisamente 11 eseguiti da artisti della sezione "Campioni" e 9 presentati da interpreti del gruppo delle "Nuove Proposte". Sono poi presenti 7 brani con i quali si sono esibiti altrettanti ospiti ed infine Perché Sanremo è Sanremo, sigla della manifestazione che avrebbe acquisito una notevole fama e sarebbe stata utilizzata come jingle anche in varie edizioni successive.

## Tracce
Disco 1
1. Giovane vecchio cuore - Gigliola Cinquetti
2. Che sarà di me - Massimo Di Cataldo
3. Dove vai - Mango
4. Le ragazze - Neri per Caso
5. Destinazione Paradiso - Gianluca Grignani
6. Troppo sole - Sabina Guzzanti e La Riserva Indiana
7. Voglio andare a vivere in campagna - Toto Cutugno
8. I giorni dell'armonia - Patty Pravo
9. Ma che ne sai... (...se non hai fatto il piano-bar) - Trio Melody
10. Quando saprai - Fabrizio Consoli
11. ANGELI & angeli - Loredana Bertè
12. Hey Now (Girls Just Want to Have Fun) - Cyndi Lauper
13. Child of Man (Based on a Chinese Haiku) - Noa
14. Ghost Dance - Robbie Robertson

Disco 2
1. L'assurdo mestiere - Giorgio Faletti
2. Chi più ne ha - Prefisso
3. Un posto al sole - Rossella Marcone
4. Più di così - Antonella Arancio
5. Rivoglio la mia vita - Lighea
6. Ho bisogno di te - Dhamm
7. Gente come noi - Ivana Spagna
8. Perché Sanremo è Sanremo - Pippo Caruso e la sua orchestra con il Coro di Sanremo (rap di Maurizio Lauzi)
9. Sentimento - Raffaella Cavalli
10. Per amore - Flavia Astolfi
11. Didi (Edit Version) - Khaled
12. Undecided (Japoulo) - Youssou N'Dour
13. The Bonny Swans - Loreena McKennitt
14. If You Love Somebody Set Them Free (Brothers in Rhythm Edit) - Sting